# Уайтинг, Леонард
Леонард Джон Уайтинг (англ. Leonard John Whiting; род. 30 июня 1950, Лондон) — британский актёр, получивший международное признание за яркое исполнение роли Ромео в оскароносном фильме 1968 года, снятом Франко Дзеффирелли по трагедии Уильяма Шекспира «Ромео и Джульетта» (роль Джульетты в котором, также ярко, исполнила Оливия Хасси). За эту роль, в 1969 году, Леонард получил награду от Голливудской ассоциации иностранной прессы «Золотой глобус» в номинации «Новая звезда года — актёр».
Он был убедителен в роли Ромео до такой степени, что многие отождествляют его с героем и по сей день.

## Биография
Леонард Уайтинг родился в лондонском районе Ислингтон. Единственный сын Артура Леонарда Уайтинга и Маргарет (Пегги) Джойс Уайтинг (в девичестве Салливан) английско-ирландского (и немного цыганского) происхождения. Его родители были самыми обычными, простыми людьми: отец работал грузчиком, а мать — на телефонной фабрике.
Леонард католик, и учился в католическом колледже Святого Ричарда Чичестерского в лондонском районе Камден. Его любимыми предметами были история, литература и религия. Леонард закончил этот колледж за две недели до начала работы над ролью Ромео в фильме Франко Дзеффирелли «Ромео и Джульетта» (1968 год).
Свою карьеру Леонард Уайтинг начал в одиннадцать лет именно как певец. «Ангельский» голос его собирал толпу прихожан в одной из католических церквей северного Лондона, где он был первым дискантом в хоре мальчиков. Два года музыкальных занятий и вокальных упражнений, а затем в тринадцать лет счастливая случайность: услышав его пение в студии, некто посоветовал ему сходить на пробы для участия в мюзикле «Оливер!», потому что там всё время требовалась замена мальчиков, выраставших из своих ролей. Так Леонард получил роль карманного воришки Доджера в мюзикле «Оливер!» (по роману Диккенса «Оливер Твист») в театре «Нью Тиэте».
Первый его фильм — «Легенда о Дике Тёрпине», где он играет молодого благородного разбойника, «человека из народа» (вариант Робина Гуда) — 1965 год. В том же году Леонард прошел прослушивание и был зачислен в труппу Национального театра. Он пел в старинной английской комедии «Любовью за любовь», где главную роль исполнял Лоренс Оливье, и стал самым юным членом Национального Театра Англии. В составе труппы Леонард был включён в «русское турне», побывал в Москве, где выступал в Кремлёвском театре, а также в Берлине.

Леонард Уайтинг в роли Ромео. 1968 год

 В 1967—1968 годах режиссёр Франко Дзеффирелли, после трёхмесячного прослушивания, выбирает Леонарда из 300 претендентов на роль Ромео.

«Ромео — это была для меня не роль. Это было состояние ощущения мира, обнажённости сердца, остроты страдания, жажды самоотвержения. Дзеффирелли угадал это состояние и за это взял на роль…»— Леонард Уайтинг

«Внешность Леонарда была совершенна для роли. Он был красивым и самым изящным юношей из всех, кого я когда-либо встречал в свой жизни, необычайно подвижным и, как стало очевидным после встречи, довольно честолюбивым»— Франко Дзеффирелли
В конце 1960-х — начале 1970-х годах Леонард снялся ещё в семи фильмах итальянских, английских и американских киностудий.
В середине 1970-х годов его голос привлек внимание одной из самых концептуальных групп арт-рока The Alan Parsons Project, в составе которой он в 1976 году исполнил ведущую вокальную партию в песне-поэме «Ворон» для диска под названием «Рассказы Тайны и Воображения Эдгара Алана По» (1976).
Вокальные данные Леонарда Уайтинга продемонстрированы в исполнении нескольких песен, аранжированных и записанных композитором Джорджем Питером Тинли в 1979 году, в их числе знаменитая баллада из фильма Дзеффирелли «What is a Youth.»
В 1990-х годах Леонард Уайтинг создавал новые песни в стиле pop-soul; его песни также записывали на диски другие молодые исполнители.
На телеканалах BBC и ITV принимал участие в создании фильмов «A Poor Gentleman» и «The Dreamstone».
В конце 1990-х годов он сыграл главную роль в бразильском фильме «Новая весна».
В дальнейшем занимался творчеством и играл в музыкальных спектаклях лондонских театров.
В юном возрасте Леонард с семьёй часто выезжал летом на базу отдыха, где каждый раз принимал участие и старался победить в песенном конкурсе с песней «Love is the sweetest thing», которая хорошо подходила к его вокальным данным.
Готовясь к съёмкам в «Ромео и Джульетте», Леонард учился фехтованию ещё будучи в Англии. Когда же он приехал в Рим, то выяснилось, что стиль, который ему преподавали в Лондоне, соответствовал более позднему историческому периоду, и ему пришлось переучиваться.
Леонард Уайтинг по сей день поддерживает отношения с актёрами фильма Дзеффирелли «Ромео и Джульетта»: Оливией Хасси, Майло О’Ши, Брюсом Робинсоном, Джоном МакЭнери, исполнявшими роли Джульетты, монаха Лоренцо, Бенволио и Меркуцио.
Место, где проводились натурные съёмки пылкого объяснения Ромео и Джульетты на балконе, Леонард Уайтинг увидел снова лишь 42 года спустя после своей работы в легендарной картине Дзеффирелли.
Актёр написал своё продолжение «Ромео и Джульетты», но эта постановка пока ещё не осуществлена.
В 2014 году Леонард Уайтинг принял участие в проекте британского режиссёра Брюса Уэбба «Социальное самоубийство», который выйдет в 2015 году. Это история современных Ромео и Джульетты, увиденная через призму социальных сетей. Весьма интересно, что партнёршей Уайтинга в этом фильме является Оливия Хасси, в паре с которой он некогда прославился в классической шекспировской экранизации Дзеффирелли. Многолетние дружеские отношения между актёрами воплотились теперь в новом сотрудничестве, на этот раз они сыграли родителей «Джульетты наших дней» Джулии, в исполнении Индии Айсли, реальной дочери Оливии Хасси. Премьера фильма состоялась 1 октября 2015 года в Лондоне.
23 июня 2016 года в Москве Леонард Уайтинг принял участие в одном из событий фестиваля «Шекспир в летнюю ночь», который был организован Британским Советом и проходил в открытом кинозале парка искусств «Музеон». Вечер, посвящённый классической экранизации Дзеффирелли «Ромео и Джульетта», открылся дискуссией с исполнителем легендарной роли Ромео Леонардом Уайтингом и британским киножурналистом Иэном Хэйдном Смитом. По окончании беседы со зрителями был показан фильм Дзеффирелли, недавно отреставрированный по инициативе Британского Совета. Днём позже Леонард Уайтинг участвовал в подобном событии, организованном в Вероне. В ходе данных мероприятий состоялась встреча актёра с членами Клуба Джульетты в Москве и Вероне.

## Личная жизнь
Леонард Уайтинг имеет двух родных сестер.
Его первой супругой была фотомодель Кэти Дэмен. В этом браке, который продлился с 1971 по 1977 годы, родилась их дочь Сара (1972—2014).
В 1995 году Леонард Уайтинг женился на своём менеджере Линн Прессер, они вместе по сей день.

## В наши дни
Завершив актёрскую карьеру, Леонард Уайтинг много лет создаёт и продюсирует проекты для детей, занимается литературным творчеством и пишет музыку.
В 2009 году вышел СD со сказкой Леонарда Уайтинга «Мечта Чарли», текст которой читает Питер Устинов.
В последнее время Леонард Уайтинг сосредоточил своё внимание на преподавании шекспировской драмы. Будучи профессором, он проводит мастер-классы и читает лекции в театральных школах и университетах по всему миру.
У Леонарда было две дочери: Шарлотта Вестенра и Сара Кнестрик. Шарлотта — успешный театральный режиссёр, Сара была специалистом по компьютерному дизайну, автором буклета для аудио издания сказки «Мечта Чарли». Она скончалась от рака в марте 2014 года. У Сары Кнестрик осталось трое детей — Тайлер, Чейз и Хлоя Роза Кнестрик.
Кроме внуков, у Леонарда Уайтинга несколько крестников, которые живут в Шотландии, Италии и других странах мира.

## Фильмография
| Год    |    | Русское название                                | Оригинальное название                               | Роль             |
| ------ | -- | ----------------------------------------------- | --------------------------------------------------- | ---------------- |
| 1965   | тф | Легенда о Дике Тёрпине                          | The Legend of Young Dick Turpin                     | Джимми           |
| 1968   | ф  | Ромео и Джульетта                               | Romeo and Juliet                                    | Ромео Монтекки   |
| 1969   | ф  | Детство и первые опыты Джакомо Казановы         | Childhood and first experiences of Giacomo Casanova | Джакомо Казанова |
| 1970   | ф  | Поздоровайся с вчерашним днём                   | Say Hello to Yesterday                              | Парень           |
| 1971   | ф  | На войне как на войне                           | A La Guerre Comme A La Guerre                       | Франц Келлер     |
| 1973   | тф | Франкенштейн: правдивая история                 | Frankenstein: The True Story                        | Франкенштейн     |
| 1973   | тф |                                                 | Smike!                                              | Николас Никлби   |
| 1975   | ф  | Мужчина Рэйчел                                  | Rachel’s Man                                        | Джейкоб          |
| 1980-е | с  | Иосиф и его удивительный разноцветный плащ снов | Joseph and the Amazing Technicolor Dream Coat       |                  |
| 1990   | мф | Камень сновидений                               | The Dreamstone                                      | Урпгор           |
| 2015   | ф  | Социальное самоубийство                         | Social Suicide                                      |                  |